# Chiave dinamometrica

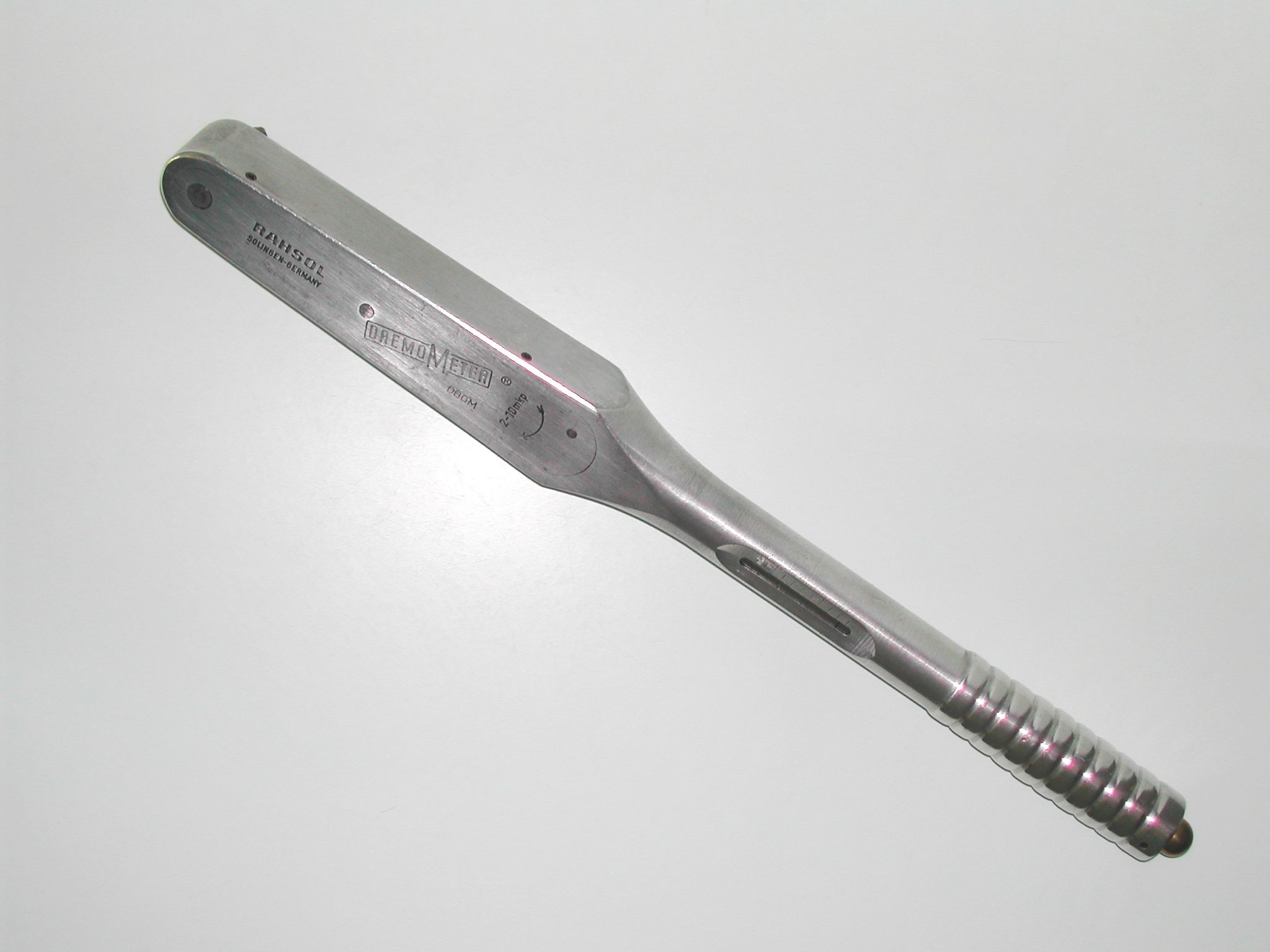
Chiave dinamometrica Rahsol a scatto, modello per serraggi da 2 a 10 kgm

La chiave dinamometrica (o torsiometrica) è una chiave di manovra a serraggio controllato usata per il serraggio di viti, dadi e bulloni al giusto valore di coppia. Può montare un cricchetto o una bussola, e può contenere un meccanismo in grado di segnalare il raggiungimento del valore di coppia impostato, grazie a uno scatto, a una lancetta che indica il valore istantaneo di serraggio su una scala graduata, oppure tramite display elettronico, LED e dispositivo di vibrazione. Le unità di misura possono essere multiple, di solito newton per metro (N·m) nel sistema metrico, libbre forza per piede (lbf·ft) nel sistema imperiale.

## Storia
È stata inventata da Conrad Bahr nel 1918 mentre lavorava per il New York City Water Department, ed è stata progettata per evitare un eccessivo serraggio dei bulloni della rete idrica e dei tubi per il passaggio del vapore sotterraneo.

La chiave dinamometrica viene impiegata quando il serraggio è importante per non danneggiare il filetto o per garantire l'omogeneità del carico in una parte meccanica tenuta in sede da più viti o bulloni. Un esempio è la testata per il motore endotermico o il corretto serraggio dei carte motore.

## A scatto
È una versione ancora molto diffusa, dove il valore di serraggio si imposta ruotando l'impugnatura o un'asta di manovra estraibile e si legge sul corpo della chiave oppure su un piccolo quadrante scorrevole. Talvolta la lettura è agevolata dalla presenza di un nonio. Impostato il valore di serraggio è di solito possibile bloccare la manopola o l'asta di manovra per evitare accidentali variazioni. Montata la bussola sull'attacco quadro si usa la chiave come un normale utensile per bussole. Il raggiungimento della coppia di serraggio impostata è segnalato da uno scatto.

Il meccanismo di controllo è contenuto nell'impugnatura della chiave ed è in sostanza costituito da una robusta molla il cui precarico ad opera della manopola o dell'asta di manovra determina il valore del serraggio; l'attacco quadro ove s'innesta la bussola è impedito nella rotazione da un dente mantenuto in posizione da una sferetta che insiste sulla testa della molla. Quando si raggiunge il valore di serraggio impostato la sferetta si abbassa per cedevolezza della molla di contrasto e il dente disinnesca l'attacco quadro che viene così liberato e si avverte il caratteristico scatto. Per riarmare il meccanismo si deve ruotare un poco all'indietro la chiave. Alcune versioni si riarmano in automatico.
Un accorgimento importante è quello di non lasciare la molla caricata quando si è finito di usarla, perché ciò a lungo andare può snervare la molla e quindi falsare la coppia di serraggio, perciò è importante scaricare completamente la molla prima di riporre la chiave.

Il problema principale di questo tipo di chiavi è la richiesta di un'elevata precisione costruttiva, in quanto altrimenti perde di precisione nella misurazione, inoltre la precisione diminuisce agli estremi del range di misura della chiave, la quale è tendenzialmente più precisa tanto minore è il suo arco di misura.

La diffusione delle versioni economiche e del tipo amatoriale (hobby) ha portato alla realizzazione di chiavi con misure molto variabili e poco precise ed in alcuni casi anche poco ripetibili.

## A quadrante

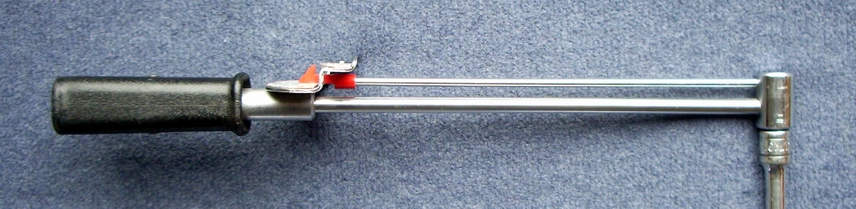
Chiave dinamometrica a quadrante

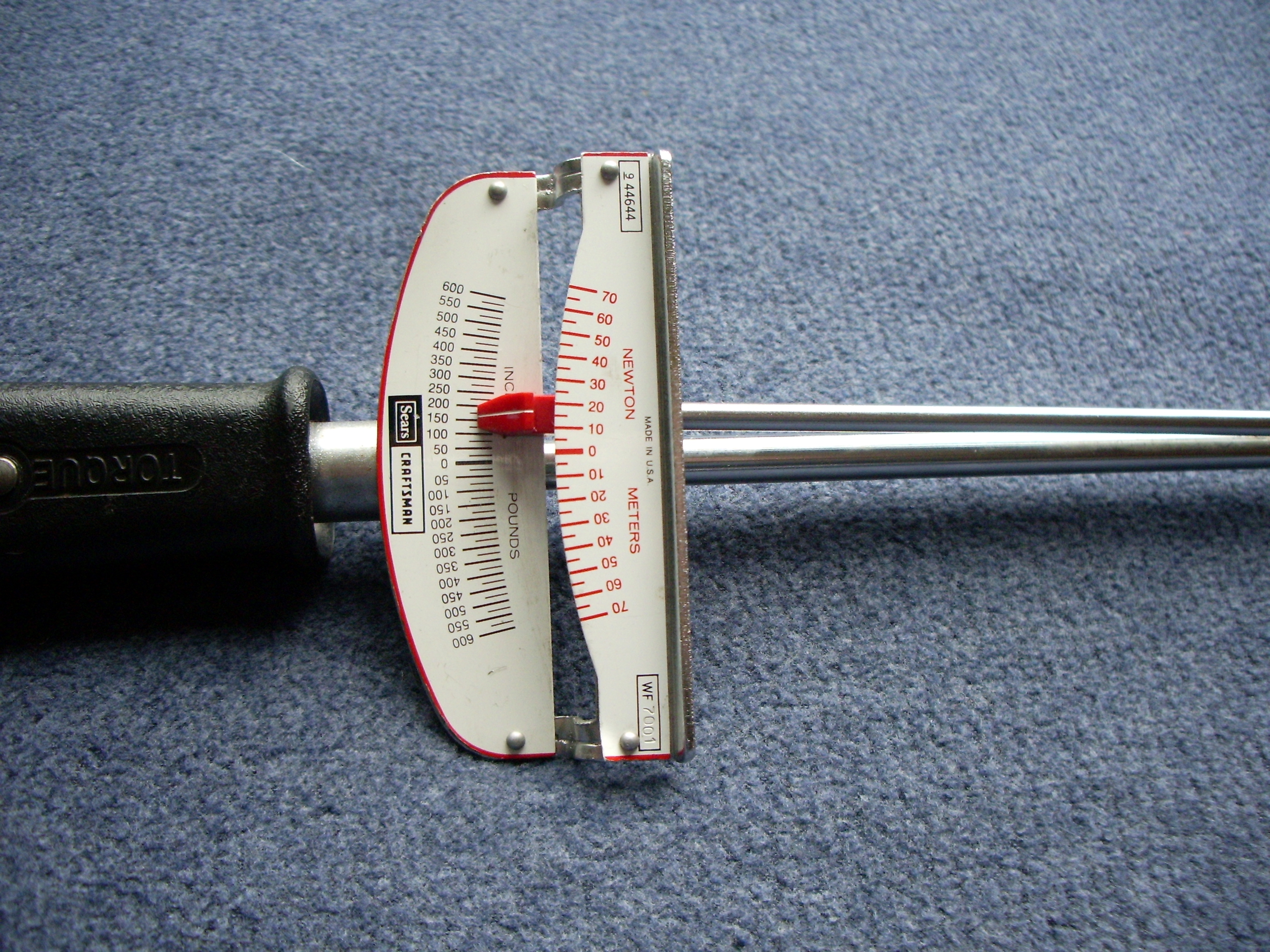
Primo piano del quadrante. La coppia esercitata in questo esempio è di 17 newton metro

Versione molto diffusa in America, anche detta "a lancetta", è meno precisa della precedente. Nella sua forma più essenziale è composta da due barre di metallo parallele di cui la prima, più robusta, unisce l'impugnatura alla testa ove si trova l'attacco quadro, la seconda è connessa alla testa ma è libera all'estremità opposta e svolge ruolo di lancetta sopra una scala graduata. La coppia motrice viene esercitata dalla prima barra impiegata come normale utensile di manovra per bussole, che si flette sotto l'azione della forza applicata mentre la seconda barra resta dritta poiché non collegata all'impugnatura. La flessione viene letta su una scala graduata ove la seconda barra svolge ruolo di lancetta. È compito dell'operatore interrompere il serraggio quando legge sulla scala il valore desiderato, quindi questo tipo di chiave è inutilizzabile quando non è possibile osservare il quadrante ed è soggetto all'errore di parallasse tipico degli strumenti a lancetta.

Esistono varianti a barra singola e scala rotonda con lancetta controllata da un meccanismo interno alla chiave e più preciso rispetto alla versione a doppia barra. Da qualche anno si sono diffuse le versioni digitali che leggono la coppia motrice grazie a una cella di carico contenuta nella testa e visualizzano il dato su un piccolo visore a cristalli liquidi posto sull'impugnatura; a serraggio raggiunto si ode un segnale acustico (beep).

## Chiavi dinamometriche digitali / elettroniche
Con le chiavi dinamometriche digitali/elettroniche, la misurazione avviene tramite uno o più estensimetri fissati sul tubo della chiave. Il segnale generato dal trasduttore viene convertito nell'unità di coppia richiesta (es. N·m o lbf·ft) e visualizzato sul display. È possibile memorizzare un numero di giunti diversi (con la parametrizzazione dei valori di coppia e angolo). I valori target e quelli reali vengono visualizzati durante il processo di serraggio. Le chiavi più moderne oltre al display sono dotate di LED, cicalino e vibrazione per avvisare l'operatore del corretto valore di coppia / angolo. Questa generazione di chiavi dinamometriche può memorizzare tutte le misurazioni effettuate in una memoria interna e trasferirle a eventuali software/database remoti. Un'applicazione popolare di questo tipo di chiave dinamometrica è per la tracciabilità dei dati e produzione a prova di errore. La precisione di lettura arriva a 0.5 % del valore misurato, per la coppia, e di un grado sul giro per l'angolo.
Gli strumenti più moderni sono programmabili da sistemi esterni, via cavo oppure via radio. Si interfacciano con database e sistemi di produzione e vengono utilizzate in tutti quegli ambiti dove è necessaria la tracciabilità dei dati e un processo a prova di errore. Tutte le informazioni raccolte dalle chiavi dinamometriche sono analizzate dal software di controllo che genera analisi e reportistica. Un esempio tipico sono le aziende nel settore automotive, aeronautico/aerospaziale, treni, o industriale.

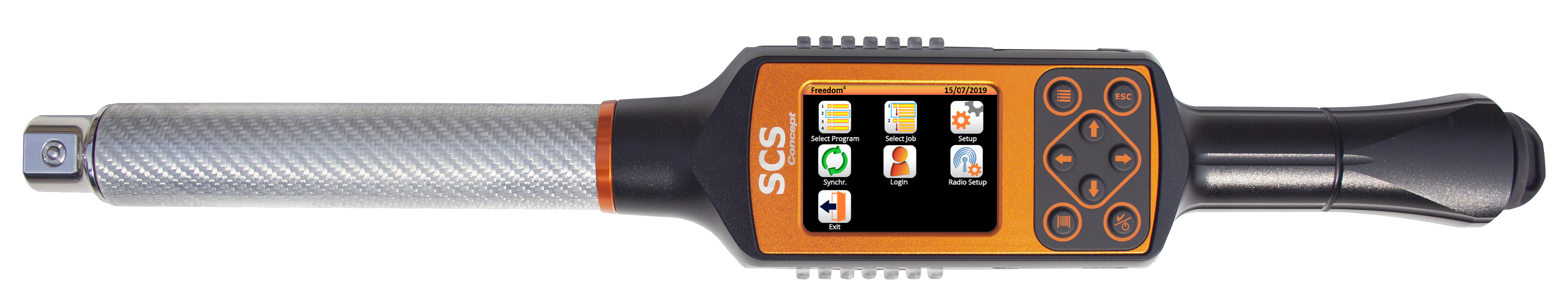
Chiave dinamometrica digitale coppia/angolo Modello Freedom4 - SCS Concept

## Chiavi a scatto con lettura della coppia e angolo (meccatroniche)
L'applicazione della coppia si effettua nello stesso modo di una chiave dinamometrica a scatto ma, allo stesso tempo, la coppia viene misurata come lettura digitale (coppia di scatto e/o coppia finale) come con una chiave dinamometrica elettronica. Si tratta quindi di una combinazione tra elettronica e meccanica. Tutte le misure vengono trasferite e documentate tramite trasmissione dati wireless. In genere, l'utente sa di aver raggiunto l'impostazione di coppia desiderata quando la chiave emette un segnale acustico e accende un LED.

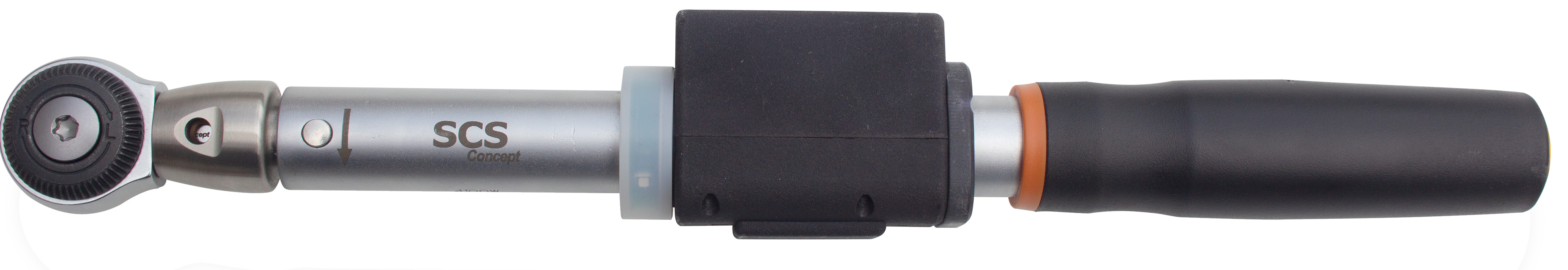
Chiave a scatto con misura della coppia e dell'angolo Modello CLS - Scs Concept